# Elaeocarpus colnettianus
Elaeocarpus colnettianus é uma espécie de angiospérmica da família Elaeocarpaceae.
Apenas pode ser encontrada na seguinte região: Nova Caledónia.